# James Erskine, 7. Earl of Buchan
James Erskine, 7. Earl of Buchan (* nach 1615; † Oktober 1664), war ein schottischer Adliger.

## Leben
Sein Vater war James Erskine, Sohn des John Erskine, 19. Earl of Mar; ab 1615 iure uxoris und ab 1617 auch de iure Earl of Buchan. Seine Mutter war Mary, Tochter des James Douglas und suo iure Countess of Buchan. 
Beim Tod seiner Mutter wurde er am 16. September 1628 offiziell zu deren Erbe als Earl of Buchan, er benutzte diesen Titel sowie den nachgeordneten Titel Lord Auchterhouse jedoch erst nach dem Tod seines Vaters im Jahr 1640.
Aus seinem Leben sind nur wenige Details bekannt. Wegen seiner Unterstützung der schottischen Überfälle während der royalistischen Aufstände im Zweiten Englischen Bürgerkrieg und seiner militärischen Beteiligung an der Schlacht von Preston wurde er durch Cromwells „Act of Grace and Pardon“ im Jahr 1654 zur Zahlung einer Strafe von 1000 £ verurteilt.
James war einmal verheiratet. Aus der Ehe, geschlossen nach dem 11. April 1655 mit Marjory, Tochter des William Ramsay, 1. Earl of Dalhousie, stammten fünf Kinder; sein einziger Sohn William, Erbe und späterer 8. Earl; sowie die Töchter Margaret (auch Marjory oder Mary), Anne, Henrietta und Jean.